# Donald Nzé
Donald Nzé (Lambaréné, 5 aprile 1992) è un calciatore gabonese, portiere del Maniema Union e della nazionale gabonese.

## Carriera

### Club
Ha giocato nella prima divisione gabonese ed in quella della Repubblica Democratica del Congo.

### Nazionale
Ha esordito con la nazionale gabonese il 4 giugno 2017 in occasione dell'amichevole pareggiata 0-0 contro lo Zambia; successivamente è stato convocato per la Coppa delle nazioni africane 2021.

## Statistiche
Statistiche aggiornate al 30 dicembre 2021.

### Cronologia presenze e reti in nazionale
| Cronologia completa delle presenze e delle reti in nazionale ― Gabon | Cronologia completa delle presenze e delle reti in nazionale ― Gabon | Cronologia completa delle presenze e delle reti in nazionale ― Gabon | Cronologia completa delle presenze e delle reti in nazionale ― Gabon | Cronologia completa delle presenze e delle reti in nazionale ― Gabon | Cronologia completa delle presenze e delle reti in nazionale ― Gabon | Cronologia completa delle presenze e delle reti in nazionale ― Gabon | Cronologia completa delle presenze e delle reti in nazionale ― Gabon |
| Data                                                                 | Città                                                                | In casa                                                              | Risultato                                                            | Ospiti                                                               | Competizione                                                         | Reti                                                                 | Note                                                                 |
| -------------------------------------------------------------------- | -------------------------------------------------------------------- | -------------------------------------------------------------------- | -------------------------------------------------------------------- | -------------------------------------------------------------------- | -------------------------------------------------------------------- | -------------------------------------------------------------------- | -------------------------------------------------------------------- |
| 4-6-2017                                                             | Libreville                                                           | Gabon                                                                | 0 – 0                                                                | Zambia                                                               | Amichevole                                                           | -                                                                    |                                                                      |
| 11-9-2018                                                            | Libreville                                                           | Gabon                                                                | 0 – 1                                                                | Zambia                                                               | Amichevole                                                           | -1                                                                   |                                                                      |
| 29-3-2021                                                            | Luanda                                                               | Angola                                                               | 2 – 0                                                                | Gabon                                                                | Qual. Coppa d'Africa 2021                                            | -2                                                                   |                                                                      |
| Totale                                                               |                                                                      | Presenze                                                             | 3                                                                    |                                                                      | Reti                                                                 | -3                                                                   |                                                                      |